# ¿Qué he hecho yo para merecer esto?
¿Qué he hecho yo para merecer esto? és una pel·lícula espanyola de 1984 escrita i dirigida per Pedro Almodóvar parcialment basada en la història curta Lamb to the Slaughter (1953) escrita per Roald Dahl. Va ser guardonada amb el Premi Sant Jordi a la millor pel·lícula espanyola.

## Argument
La protagonista és una «heroïna quotidiana» a través de la qual Almodóvar realitza «un retrat de la feminitat d'extraradi amb una mestressa de casa que vol estructurar la seva família. Carmen Maura encarna una soferta mestressa de casa que ha de conviure, en un barri dels suburbis de Madrid, amb un marit masclista, un fill xaper, un altre fill traficant de drogues i una sogra neuròtica. És addicta als medicaments estimulants i la seva única amiga és una de les seves veïnes.